# Цазин
Цазин — місто та центр однойменного муніципалітету в північно-західній частині Боснії та Герцеговини на перехресті доріг, що ведуть від Бихача до Великої Кладуші, сусідньої Хорватії та далі до Західної Європи, далі через Тржечки Раштеле до Адріатичного моря та південного заходу через Босанську Крупу до Баня-Луки, Тузли та далі на схід.
Територія муніципалітету Цазина охоплює 353,6 км2 в якій, за попередніми результатами перепису 2013 року, проживало 69 411 мешканців, територіально організованих у 23 місцевих громади із 54 населеними пунктами. Щільність населення складає 194,97 мешканців на 1 км2. За даними перепису 1991 року у муніципалітеті Цазина проживало 63 409 жителів, з яких 97,56 % босняки, 1,21 % серби та 1,23 % громадяни інших національностей, тоді як середня щільність населення становила 180 жителів на км2.
Переважає низька гірська місцевість між 200 і 400 метрами над рівнем моря. Загальна площа ріллі — 21 311 га. Ліси займають близько 25 % території, тоді як водотоки займають 0,18 % площі.
З 2017 року Цазин має статус офіційного міста Боснії та Герцеговини. Таким чином, воно стало першим офіційним містом у Федерації Боснії та Герцеговини, яке не є резиденцією кантону.

## Історія

Географічне положення муніципалітету Цазина

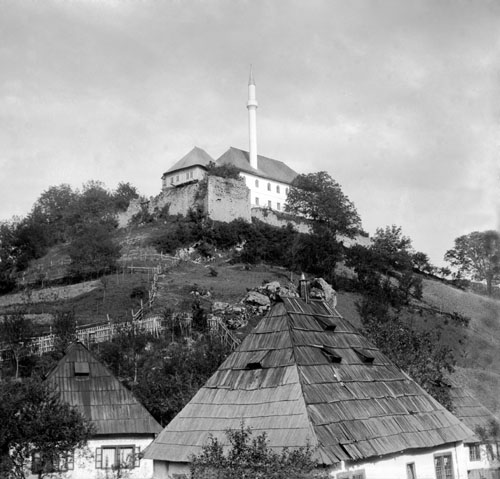
Цазин близько 1906 року

Район Цазина був заселений ще в доісторичні часи. Залишки різних предметів, виготовлених з кістки, каменю, глини та міді з доісторичних часів, були знайдені на місцях Стіжена, Селіще, Градина та Чунгара.
На території муніципалітету Цазина є кілька середньовічних старих міст, які входять у список національних пам'яток Боснії і Герцеговини в Цазині, а саме Старе місто Цазин, Старе місто Острожаць, Кула Біла Стіна, Кула Радетіна.
Наприкінці 1942 року, за словами живих свідків цих подій, Тіто вирішив «зняти маску» і показати своє справжнє обличчя, розкрити свою особистість, зрозумівши, наскільки насправді зацікавлена світова громадськість. За багатьма історичними джерелами, це сталося в Цазині. Тіто приїхав до Цазина в рамках візиту до звільненої т. зв «Біхацької Республіки». Він зустрівся з одним із найбільш відомих бійців-партизанів та національних героїв Нурі Поздераком. З цього приводу він виступив з промовою на місці, де сьогодні стоїть пам'ятник, і розповів, що його звуть Йосип Броз і що він народився в Хорватії. Старе місто Острожаць було резиденцією Верховного штабу Народної республіки Хорватія, де перебував і сам Тіто, до падіння Біхацької Республіки.
Цазин, як і все його більш широке оточення (Босанська країна), має м'яко кажучи, скажімо, щодо центральної Боснії, дуже незвичні назви (річок та струмків, пагорбів та долин, сіл та хуторів, міст та їх частин).
День муніципалітету — 6 серпня, який відзначається з нагоди дня злиття підрозділів Армії Республіки Боснія та Герцеговина з Армією Республіки Хорватія в Тржецькій Раштелі 6 серпня 1995 року. З нагоди Дня муніципалітету присвоюються муніципальні відзнаки, що регламентуються рішенням Муніципальної ради.

## Культура

### Національні пам'ятники
Список національних пам'яток Боснії і Герцеговини у Цазині

## Економіка

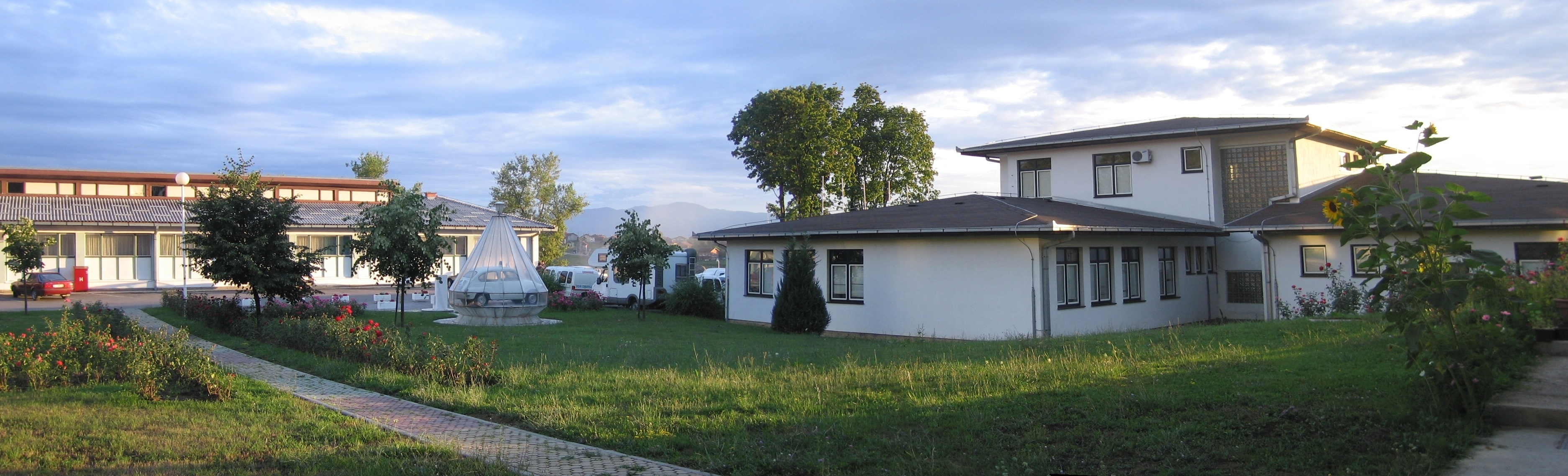
Центр здоров'я Цазина

Тваринництво займає особливе місце в сільському господарстві, а виробництво сирого коров'ячого молока лідирує. Муніципалітет міста Цазин є найбільшим виробником молока в Боснії та Герцеговині серед муніципалітетів. Окрім виробництва молока, значне місце займає виробництво овочів та фруктів у кооперативних відносинах щодо переробних потужностей «Агрокомерца», а також виробництво лікарських та промислових рослин та збір лікарських рослин та лісових плодів.
Важливо згадати сферу будівництва та торгівлі. Під час війни економіка Цазина зазнала значної шкоди у своїх активах, втрачаючи при цьому весь довоєнний ринок.
На місцевому рівні виділяється будівельна галузь, виробництво медичних інструментів, виробництво птиці, забій та виробництво м'яса птиці, а також торгівля, яка є абсолютним носієм галузі торгівлі в муніципалітеті.
Значна частина інвестицій, яка останнім часом помітна в цьому муніципалітеті, є результатом припливу свіжого капіталу з країн Західної Європи, де з цієї області є багато робітників.
Є очевидні приклади здорових ідей та їх втілення в життя через малі ремесла та міні-виробництво, такі як виробництво меблів, матраців, столярних виробів, бетонних блоків.
Наразі в Цазині є трохи більше 7000 безробітних. Сіра економіка присутня і за деякими оцінками охоплює понад 50 % загальної економіки Цазина.

## Мінеральні ресурси
В районі муніципалітету Цазина значні геологічні запаси гіпсу, туфу, кварцового піску, плиткового вапняку та інших корисних копалин. На північний схід від поселення Стіжена, на площі трохи менше 1 км 2, були виявлені поклади гіпсу. Геологічні заповідники відносно великі, тому, за оцінками, існують умови для подальших досліджень для визначення промислових запасів та його застосування в будівництві. Визначено пояси та лінзи туфів та туфів у вертикальному та бічному чергуванні з мергелями. Зазвичай це пояси в один кілометр і шириною 500 м. Зразки з місцевостей на схід від Тцака були відправлені для промислових випробувань і були отримані позитивні результати, а це означає, що туфи можуть бути використані для виробництва клінкеру. Пояс із кварцових пісковиків зареєстрований на південь від Цазина. Товщина шарів коливається від 5-20 см. На захід від Цазина, вздовж головної дороги поблизу Чораліча, знаходиться цегляний завод, в безпосередній близькості від якого є родовище цегляної глини. В інших місцевостях зі значними геологічними запасами є поклади цегляної глини. Доломітна обробка поблизу Чораліча (Джехверуш) також відома поза межами Унсько-Санського кантону. Окрім місця «Джехверуша», на території муніципалітету Цазин, безумовно, є значні, достатньо невивчені геологічні запаси цих доломітів. Басейн вугільного басейну в Цазині простягається від Гнілавка на південному сході до Штурлича на північному заході, на довжині близько 20 км і середній ширині близько 6 км. Вугілля цього басейну — це буровугільне вугілля, яке має достатню товщину та якість у трьох окремих місцях: П'янічі, Чорна та Штурлич. Товщина шару в Пянічах становить в середньому 2 метри, в Чорній 3 м, а в Штурличі понад 4,5 метри. За наявними даними можна сказати, що вугілля басейну Цазин-Трєц належить до типу трохи гіршого бурого вугілля (буро-лігнітне вугілля). Найнижча теплотворна здатність вугілля — 13 593 кДж (3245 ккал), вміст вологи — 30,75 %, золи — 17,6 %, сірки — 2,90 %. За вмістом сірки це буре вугільне належить до вугілля вищої якості. У місцевостях Пянічі та Чорна були досліджені та обчислені балансові запаси категорії A + B + C1 2,797 000 т та позабалансові категорії С2 близько 40 000 000 т вугілля.
Обмежене дослідження, проведене на термальних джерелах в районі Тржечки Раштеле, показало, що це неагресивні термальні води, температура яких не висока на мілких ділянках.

## Політика
Муніципалітетом керує міський голова, який обирається на місцевих муніципальних виборах кожні чотири роки, на яких також обирається муніципальна рада, до складу якої входять 29 радників, які обираються за партійними списками. Члени муніципальної ради обираються безпосередньо, і на основі отриманих голосів, пропорційно частці партії, вони представляють обрану партію в Муніципальній раді. Повноваження міського голови та муніципальної ради регулюються федеральними законами та муніципальним статутом. Один член ради представляє національні меншини.

### Міський голова
Всього на муніципальних виборах проголосували 29 554 виборців (58,12 % від загальної кількості), з них 28 363 (96,00 %) були дійсними, а 1181 (4,00 %) недійсними. Всього в 14 985 голосів (55,03 %) міським головою був переобраний тодішній мер Огрешевич Нермін, член Партії демократичної діяльності.

### Муніципальна рада
На виборах до муніципальної ради, що відбулися 7 жовтня 2012 року, було обрано 13 представників від Партії демократичної діяльності (A-SDA), 11 від Партії демократичних дій (SDA), 2 від Демократичної народної громади БіГ, 1 від СДП, 1 від Союз за краще майбутнє Боснії і Герцоговини, а як представник меншин — 1 член Партії демократичних дій (ПДР).

## Туризм

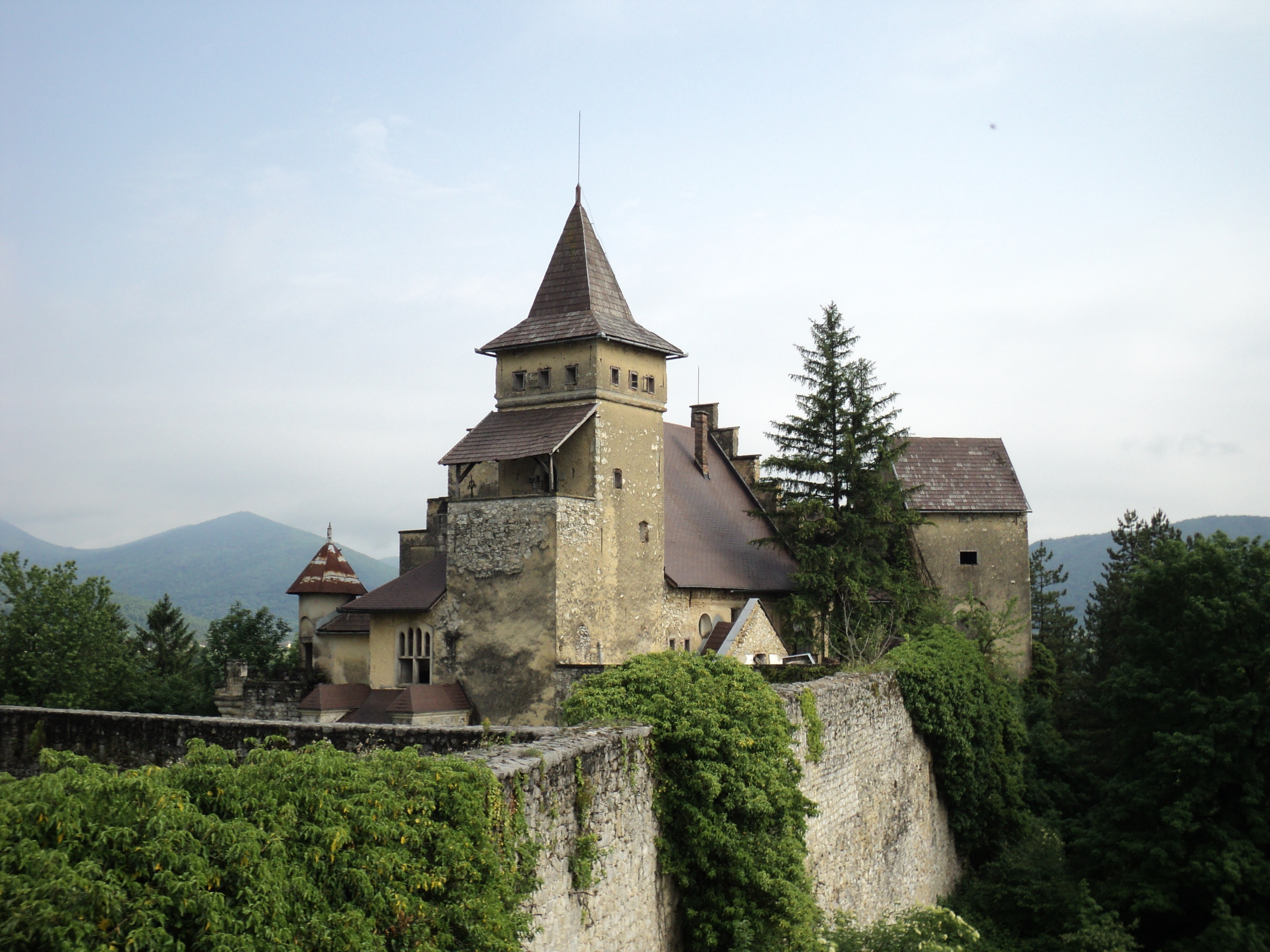
Вежа в селищі Острожаць

Туризм у Цазині пов'язаний в основному з готелем Sedru, який організує регулярні відвідування туристів з Нідерландів протягом весни, літа та частини осені. Завдяки цим домовленостям представляються Цазинський ярмарок, частина культових споруд та гастрономічні пропозиції.
У повоєнний період відбулися значні відвідування туристів до муніципалітету «Седра» в рамках рафтингу «Уна-регата» по річці Уна від Бихача через муніципалітет Цазина до Босанської Крупи. Існує також конгресний туризм через організацію різних семінарів, конференцій, наукових зборів тощо. Новиною є організація ярмарку ECO, який вперше проходив на базі комплексу Седра.
Презентацією туризму займаються туристичні раді, однак муніципалітет міста Цазина не створив таку туристичну раду до війни або після неї, і в цьому сенсі Цазин навіть не міг представляти себе туристам. У Цазині є лише одна туристична агенція, і тоді зрозуміло, чому туризм у Цазині не займає місце, яке б він міг займати. Крім того, важливо згадати часті зміни в регламенті, що регулюють фінансування туристичної ради, та дуже малі кошти, що виділяються на ці цілі.
Середньовічне старе місто «Острожаць» надає особливого значення розвитку туризму в муніципалітеті Цазина як одному з небагатьох замків часів австро-угорської доби, що збереглися на Балканах. Також є кілька середньовічних укріплень: Печиград, Стижена, Штурлич.

## ЗМІ
В районі Цазина є місцеве радіо і телевізійна станція в межах публічної компанії RTV Cazin.

## Клімат
Цей район має помірно-континентальний клімат із досить суворими зимами та теплим літом, що має значний вплив на місцеві умови. Середня річна температура повітря — 9,5° C, річна амплітуда температури повітря — 20,6° C. Найхолодніші місяці: січень, потім грудень та лютий, а найтепліші — липень, серпень та червень.

## Відомі особи
- Гуснія Топіч — художник
- Нурія Поздерак — народний депутат Королівства Югославія, народний герой Югославії, член Народно-визвольного руху.
- Хамдія Поздерак — югославський політик, член Народно-визвольного руху.
- Хакія Поздерак — югославський політик, член Народно-визвольного руху.
- Хазим Акмаджич — письменник
- Ібро Шарич — шаховий гросмейстер
- Осман Хаджич — співак
- Сафет Надаревич — футболіст
- Нермін Пушкар — музикант